# Công tước xứ Aquitaine

Bản đồ Pháp năm 1154

Công tước xứ Aquitaine (tiếng Tây Ban Nha: Duc d'Aquitània, tiếng Pháp: Duc d'Aquitaine; tiếng Anh: Duke of Aquitaine) là những nhà cai trị Công quốc Aquitaine thời trung cổ (đừng nhầm với Aquitaine của Pháp ngày nay) dưới quyền tối cao của các vua Frank, vua Anh, và sau này là vua Pháp.
Aquitaine là nhà nước kế thừa của Vương quốc Visigothic (418–721), Aquitania (Aquitaine) và Languedoc (Toulouse) kế thừa cả luật Visigothic và Luật La Mã, cho phép phụ nữ có nhiều quyền hơn so với nữ giới đương thời, cho đến thế kỷ XX. Đặc biệt theo Bộ luật Liber Judiciorum được hệ thống hoá 642/643 và được mở rộng bởi Bộ luật Recceswinth năm 653, phụ nữ có thể thừa kế đất đai và quyền sở hữu và quản lý nó một cách độc lập khỏi chồng hoặc các mối quan hệ nam giới, định đoạt tài sản của họ theo di chúc hợp pháp nếu họ không có người thừa kế, đại diện cho bản thân và làm chứng trước tòa từ năm 14 tuổi, và sắp xếp cho cuộc hôn nhân của chính họ sau 20 tuổi. Kết quả là, tư tưởng nam quyền là quy luật kế vị thực tế cho giới quý tộc.